# Thomas Monroe
Pour les articles homonymes, voir Monroe.
Thomas Monroe est un scénariste américain né le 26 septembre 1902 et mort le 24 avril 1960 en Californie.

## Filmographie

### Cinéma
- 1948 : Si bémol et Fa dièse de Howard Hawks
- 1945 : Les Caprices de Suzanne de William A. Seiter
- 1941 : Boule de feu de Howard Hawks

### Télévision
- 1958 : The Texan (1 épisode)

## Nominations
- Oscar de la meilleure histoire originale
  - Oscars 1942 pour Boule de feu
  - Oscars 1946 pour Les Caprices de Suzanne